# میئونگجانگ-دونگ
میئونگجانگ-دونگ (به لاتین: Myeongjang-dong) یک منطقهٔ مسکونی در کره جنوبی است.